# Колдобина
Колдо́бина (от слова долбить) — яма от воздействия воды и транспорта на дороге. Также имеет название в различных регионах России —  (рытвина), голдобина, зажора и другие.

## Возникновение
Разрушения асфальтобетонного покрытия возникают по нескольким причинам:
1. Провалы грунта под воздействием больших нагрузок и по причине слабого основания.
2. Осадки грунта из-за наличия большой водонасыщенности.
3. Наличие воды на поверхности. Разрушение даже нового дорожного покрытия из-за гидроударов от колёс автомобилей.
4. Разрушение верхнего покрытия из-за износа, а также под воздействием химически активных веществ (например, снегорастопительных).
5. Разрушение асфальта в зимний период расширяющейся замерзающей водой выступает в качестве вторичной причины.

Обычно вследствие первых четырёх причин возникают трещины и углубления, которые расширяются благодаря трём последним факторам. Впоследствии асфальт крошится и выметается из образовавшихся ям.

## Значение
Разрушения покрытия являются одной из причин износа амортизаторов автомобилей, а потому дороги постоянно приходится ремонтировать. В среднем дорога подлежит капитальному ремонту каждые 10 лет.

## Стандарты
ГОСТ Р 50597-93 в п. 3.1.2 содержит значения предельных размеров повреждений асфальтобетонного покрытия: по длине 15 см, ширине — 60 см и глубине — 5 см.